# 1997 VG1
1997 VG1 är en trojansk asteroid i Jupiters lagrangepunkt L4. Den upptäcktes 1 november 1997 av den japanska astronomen Takeshi Urata vid Nachi-Katsuura-observatoriet.
Asteroiden har en diameter på ungefär 24 kilometer.